# Oscar Víctor Rachetti
Oscar Víctor Rachetti Masanes (12 de junio de 1926 - 6 de agosto de 2013) fue un abogado y político uruguayo, perteneciente al Partido Colorado, conocido por su larga actuación como Intendente Municipal de Montevideo.

## Biografía
Egresado como abogado de la Universidad de la República en 1951; ese año abre su estudio profesional. Contaba con una Maestría en Derecho Comercial de la Universidad de la Sorbona de París. 
En 1967 fue designado vicepresidente del Banco de la República Oriental del Uruguay y en 1969 tuvo a su cargo la Presidencia del mismo. Representó a Uruguay en la IX y X Asambleas de Gobernadores del Banco Interamericano de Desarrollo celebradas en Bogotá en 1968 y en Guatemala en 1969.
El 22 de octubre de 1969 ingresa a la Intendencia Municipal de Montevideo en su carácter de segundo suplente, a raíz de la renuncia del titular el Dr. Glauco Segovia primero y del primer suplente el General (r) Carlos Bartolomé Herrera después.
Es reelecto para el cargo en las elecciones de 1971, alineado con el pachequismo. Al sobrevenir la dictadura cívico-militar, permanece en el cargo por un largo tiempo. 
Renuncia a su cargo en enero de 1983, siendo sustituido por el abogado y militante del Partido Nacional Juan Carlos Payssé.
Se destacó por su actividad como perito calígrafo, siendo miembro fundador de la Asociación de Peritos Calígrafos del Uruguay. El caso de actuación más notorio fue en 1996, cuando en el marco de la denuncia por el "caso Focoex", el entonces senador frenteamplista Leonardo Nicolini presentó presuntas pruebas de faxes que resultaron falsas.
En 2010 adhirió al movimiento Concertación Ciudadana.

## Familia
Casado con Mercedes Butler, tuvieron seis hijas: Mercedes, Ana María, Gabriela, Adriana, Sandra y Cecilia.